# Северногермански језици
Северногермански језици (негде скандинавски језици или нордијски језици) су једна од три главе подгрупе германских језика, а део индоевропских језика. Ова група језика се говори у скандинавским земљама и на острвима у северном Атлантику. 
Отприлике 20 милиона људи у нордијским државама користе северногерманске језике као матерње, укључујући и шведску мањину у Финској, а делимично се ови језици користе и на Гренланду, а користи је и емиграција у Северној Америци и Аустралији.

## Подела
Развили су се из старонордијских језика. Данас се у северногерманске језике убраја 11 језика од којих су три изгубили статус језика, један је изумро па их је данас 6 односно 7 уколико постоје два норвешка језика а подељени су у две уже подгрупе: 
А) источноскандинавски језици (6) Норвешка, Данска, Шведска: 
а. дански-шведски (6) :
a1. дански-букмол језици (1): букмол.
a2. дански-риксмол језици (2): дански, јутски.
a3. шведски (3): далска или далмаалски, сконски (Skånska), шведски.
Б) западноскандинавски језици (5): ферјарски, исландски, јаматски∗, нинорск, норн∗.

## Разлика од источно- и западногерманских језика
Германски језици се традиционално деле на западно-, источно- и северногерманске. Њихова тачна повезаност се данас тешко одређује али су били повезани до неког нивоа у периоду велике сеобе народа. Дијалекти у северној групи потичу од протогерманског језика у Гвозденом добу. 
Отприлике око 200. године нове ере, северна грана германских језика почела је да се јасно разликује од осталих германских језика. 